# Квотербек

Розташування квотербека в атакувальній побудові команди. Позначення: QB — квотербек, WR — вайд-ресивер, RB — рашингбек, FB — фулбек, C — центр, TE — тайт-енд, OF — офенсивні теклери, DF — дефенсивні теклери.

Квотербек — позиція в американському та канадському футболі. Квотербеки входять до атакувального складу команди і при вводі м'яча в гру розташовуються за захисною лінією. Зазвичай квотербеки вважаються лідерами команди й здебільшого, коли гравці збираються в коло для наради, приймають рішення про комбінацію, яку команда збирається розігрувати.

## Функції

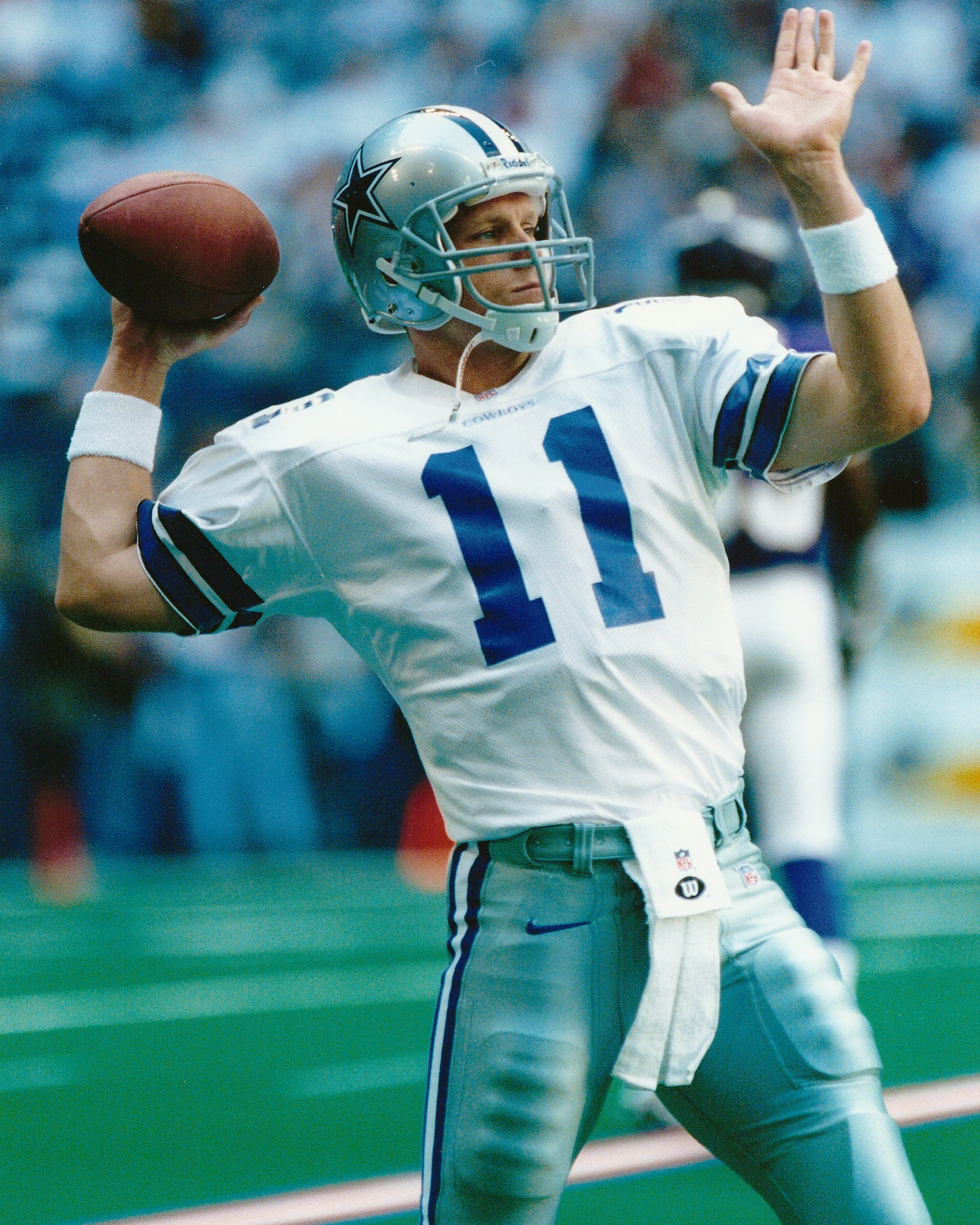
Колишній квотербек команди Даллас Ковбойз Майк Квін кидає м'яч.

Квотербек відіграє центральну роль у нападі команди. Він отримує м'яч практично при кожному розіграші, і його гра здебільшого визначає долю матчу. Відповідно, квотербеки найбільші герої та найбільші негідники команди в очах преси та вболівальників. Гра в американський чи канадський футбол складається з дуже коротких розіграшів стандартних положень. Перед кожним розіграшем квотербек команди, що має м'яч, повідомляє товаришам, яку комбінацію він збирається грати. Після того, як команди сформують свої лінії, квотербек отримує м'яч від центра. У нього є кілька секунд для дії, перш ніж його повалять. Варіантами є — віддати м'яч одному з двох беків, щоб вони оббігли гущу гравців, які зчепилися в передній лінії, або прослизнули в щілину, віддати далекий пас уперед одному з ресиверів або побігти самому. Він може попробувати прослизнути в щілину, оцінивши ситуацію і скориставшись нагодою, або, коли до мети залишається якийсь ярд, побігти тараном прямо в гущу, сподіваючись, що його завалять уже за лінією. Коли жоден із варіантів не проходить, а здорові амбали вже близько, квотербек може викинути м'яч за лінію поля. При цьому втрачається один даун, але команда залишається з м'ячем.
Вибір квотербеком комбінацій залежить від загальної стратегії гри команди. Якщо команда впевнена, що вона зможе просуватися вперед поступово, але надійно, то квотербеки або віддають м'яч ранінгбекам, або роблять короткі передачі. Якщо захист противника міцний, то може застосовуватися ризикованіша тактика далекого пасу вперед. Невдачами квотербека є втрата м'яча або через перехоплення або через повалення. Відносною невдачею є незавершений пас — неточна передача, при якій ресивер не зміг зловити м'яч.
В Національній футбольній лізі квотербеки можуть носити номер  від 1 до 19.  У Канадській футбольній лізі CFL квотербек може носити будь-який номер від 0 до 49 і від 70 до 99.

## Раса
У сезоні 2013 року 67 відсотків гравців НФЛ були чорними (чорношкіре населення складає 13 відсотків населення США), але тільки 17 % квотербеків; 82 % квотербеків були білими.. Журнал The New Yorker висунув звинувачення, що чорні квотербеки зазнають дискримінації, «часто не отримують позиції, на яку заслуговують.»
Тільки два чорні квотербеки приводили свої команди до перемоги в супербоулі.

## Виноски
1. ↑  Farmer, Sam (29 січня 2012). Spiral-bound. Los Angeles Times. Архів оригіналу за 21 Вересня 2013. Процитовано 29 липня 2013.
2. ↑  Quarterback. NFL 360. Архів оригіналу за вересень 21, 2013. Процитовано 29 липня 2013.
3. ↑  Davie, Bob. Football 101: Option football. ESPN.com. Архів оригіналу за 21 Вересня 2013. Процитовано 29 липня 2013.
4. ↑  Roenigk, Alyssa (9 серпня 2011). The art of the QB sneak. ESPN.com. Архів оригіналу за 21 Вересня 2013. Процитовано 30 липня 2013.
5. ↑  Player Numbers by Position. www.jt-sw.com. Процитовано 2 березня 2023.
6. ↑  Rule 4 - Scrimmage - Section 5 - Player Restrictions - 2022 Official CFL Rulebook on CFLdb. cfldb.ca. Процитовано 2 березня 2023.
7. ↑  The 2014 Racial and Gender Report Card: National Football League (PDF). 10 вересня 2014. Архів оригіналу (PDF) за 3 лютого 2015. Процитовано 3 лютого 2015.
8. ↑  Freedman, Samuel (29 січня 2014). The Year of the Black Quarterback. The New Yorker. Архів оригіналу за 27 Серпня 2017. Процитовано 3 лютого 2015.